# Tournon-Saint-Pierre
Tournon-Saint-Pierre ist eine französische Gemeinde im Département Indre-et-Loire in der Region Centre-Val de Loire. Sie gehört zum Kanton Descartes und zum Arrondissement Loches. Der Suin fließt an der Grenze zum südöstlich gelegenen Tournon-Saint-Martin in die Creuse. Die weiteren Nachbargemeinden sind Néons-sur-Creuse im Südwesten, Yzeures-sur-Creuse im Nordwesten und Bossay-sur-Claise.
Tournon-Saint-Pierre ist durch die ehemalige Route nationale 750 an das Netz der Fernstraßen angebunden.

## Bevölkerungsentwicklung
| Jahr      | 1962 | 1968 | 1975 | 1982 | 1990 | 1999 | 2008 | 2018 |
| --------- | ---- | ---- | ---- | ---- | ---- | ---- | ---- | ---- |
| Einwohner | 650  | 644  | 608  | 574  | 593  | 514  | 508  | 468  |

## Sehenswürdigkeiten

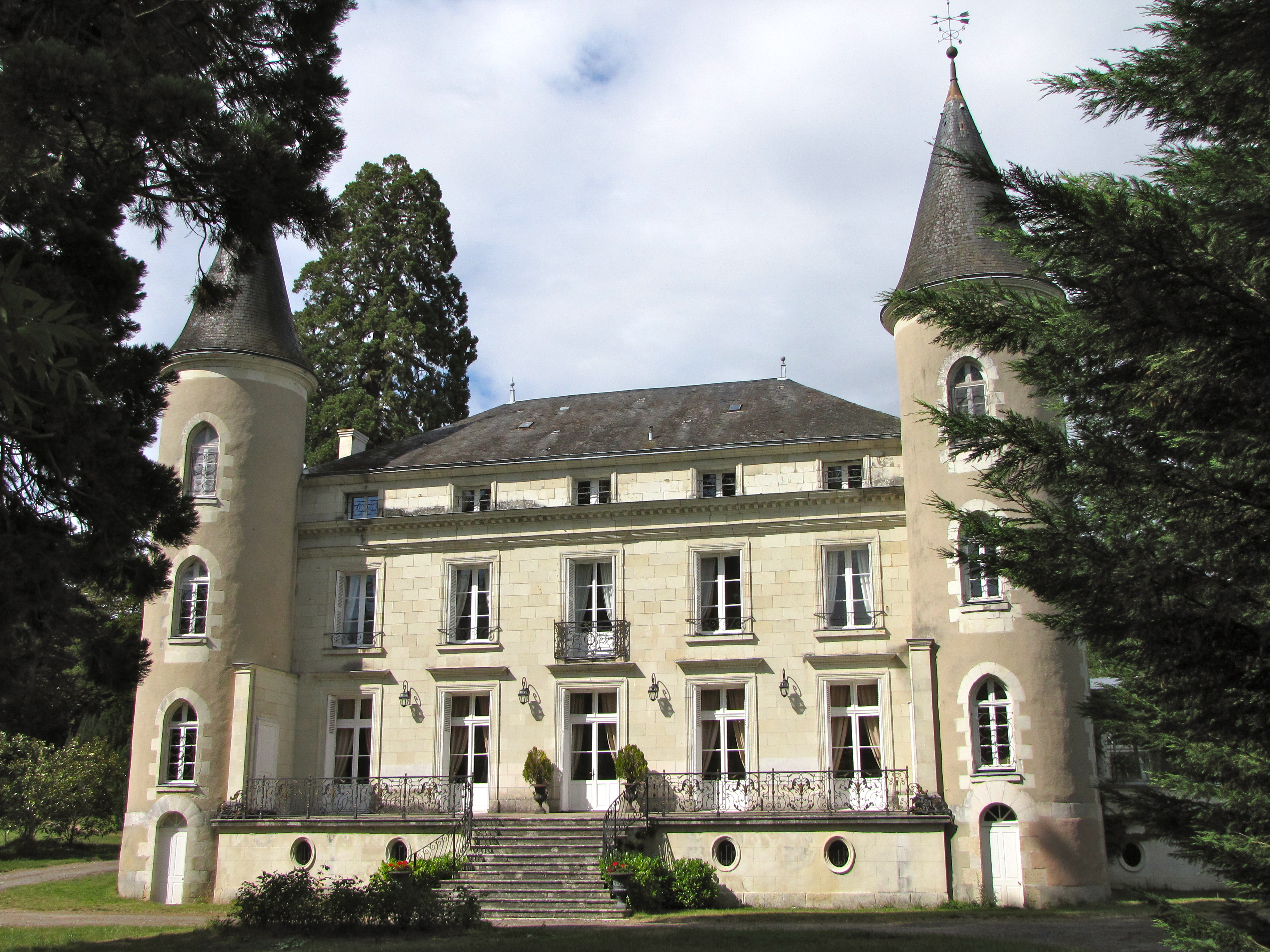
Château Lès Vallées

- Château Lès Vallées
- Kirche Saint-Pierre